# Asdrubale de' Medici
Asdrubale de' Medici (... – Malta, 13 luglio 1565) è stato un condottiero italiano, figlio illegittimo del cardinale Ippolito de' Medici e, secondo alcune fonti, di Giulia Gonzaga, la quale era stata aiutata dal cardinale Ippolito nella sua fuga da Fondi quando il Barbarossa tentò di rapirla.

## Biografia
Giovanissimo divenne cavaliere dell'Ordine di Malta e capitano delle fanterie dell'Ordine. Nel 1554 fuggì dall'isola con altri nobili fiorentini, diretto a Porto Ercole per arruolarsi sotto le bandiere francesi nel tentativo di spodestare il cugino Cosimo I de' Medici da poco duca di Firenze e prossimo a diventare granduca di Toscana. Fra il 1555 e il 1557, prese quindi parte alla difesa della repubblica di Siena contro le mire espansionistiche di Cosimo e a motivo di ciò fu dichiarato ribelle dal cugino.
Tornato a Malta, Asdrubale vi morì il 13 luglio 1565, durante l'assedio del Forte San Michele.

## Ascendenza
|                      |                       |                           | Genitori                          |  |  | Nonni |  |  | Bisnonni           |  |  | Trisnonni        |  |
|                      |                       |                           |                                   |  |  |       |  |  | Lorenzo de' Medici |  |  | Piero de' Medici |  |
|                      |                       |                           |                                   |  |  |       |  |  | Lorenzo de' Medici |  |  | Piero de' Medici |  |
|                      |                       | Lucrezia Tornabuoni       |                                   |  |  |       |  |  | Lorenzo de' Medici |  |  |                  |  |
| Giuliano de' Medici  |                       |                           |                                   |  |  |       |  |  | Lorenzo de' Medici |  |  |                  |  |
|                      |                       | Clarice Orsini            | Jacopo Orsini                     |  |  |       |  |  |                    |  |  |                  |  |
|                      |                       | Clarice Orsini            | Jacopo Orsini                     |  |  |       |  |  |                    |  |  |                  |  |
|                      |                       | Clarice Orsini            | Maddalena Orsini                  |  |  |       |  |  |                    |  |  |                  |  |
| Ippolito de' Medici  |                       | Clarice Orsini            |                                   |  |  |       |  |  |                    |  |  |                  |  |
|                      |                       | Giovanni Antonio Brandani | …                                 |  |  |       |  |  |                    |  |  |                  |  |
|                      |                       | Giovanni Antonio Brandani | …                                 |  |  |       |  |  |                    |  |  |                  |  |
|                      |                       | Giovanni Antonio Brandani | …                                 |  |  |       |  |  |                    |  |  |                  |  |
| Pacifica Brandani    |                       | Giovanni Antonio Brandani |                                   |  |  |       |  |  |                    |  |  |                  |  |
|                      |                       | …                         | …                                 |  |  |       |  |  |                    |  |  |                  |  |
|                      |                       | …                         | …                                 |  |  |       |  |  |                    |  |  |                  |  |
|                      |                       | …                         | …                                 |  |  |       |  |  |                    |  |  |                  |  |
| Asdrubale de' Medici |                       | …                         |                                   |  |  |       |  |  |                    |  |  |                  |  |
|                      | Gianfrancesco Gonzaga | Ludovico II Gonzaga       |                                   |  |  |       |  |  |                    |  |  |                  |  |
|                      | Gianfrancesco Gonzaga | Ludovico II Gonzaga       |                                   |  |  |       |  |  |                    |  |  |                  |  |
|                      | Gianfrancesco Gonzaga | Barbara di Brandeburgo    |                                   |  |  |       |  |  |                    |  |  |                  |  |
| Ludovico Gonzaga     | Gianfrancesco Gonzaga |                           |                                   |  |  |       |  |  |                    |  |  |                  |  |
|                      |                       | Antonia del Balzo         | Pirro del Balzo                   |  |  |       |  |  |                    |  |  |                  |  |
|                      |                       | Antonia del Balzo         | Pirro del Balzo                   |  |  |       |  |  |                    |  |  |                  |  |
|                      |                       | Antonia del Balzo         | Maria Donata Orsini               |  |  |       |  |  |                    |  |  |                  |  |
| Giulia Gonzaga       |                       | Antonia del Balzo         |                                   |  |  |       |  |  |                    |  |  |                  |  |
|                      |                       | Gianluigi II Fieschi      | Gianluigi I Fieschi               |  |  |       |  |  |                    |  |  |                  |  |
|                      |                       | Gianluigi II Fieschi      | Gianluigi I Fieschi               |  |  |       |  |  |                    |  |  |                  |  |
|                      |                       | Gianluigi II Fieschi      | Luisetta Fregoso                  |  |  |       |  |  |                    |  |  |                  |  |
| Francesca Fieschi    |                       | Gianluigi II Fieschi      |                                   |  |  |       |  |  |                    |  |  |                  |  |
|                      |                       | Caterina del Carretto     | Giovanni I Lazzarino Del Carretto |  |  |       |  |  |                    |  |  |                  |  |
|                      |                       | Caterina del Carretto     | Giovanni I Lazzarino Del Carretto |  |  |       |  |  |                    |  |  |                  |  |
|                      |                       | Caterina del Carretto     | Viscontina Adorno                 |  |  |       |  |  |                    |  |  |                  |  |
|                      |                       | Caterina del Carretto     |                                   |  |  |       |  |  |                    |  |  |                  |  |